# Guardia Piemontese
Guardia Piemontese în italiană, La gàrda în limba occitană, este un oraș din regiunea Calabria.
Este o mică enclavă vorbitoare de occitană în sudul Italiei.

## Demografie
Guardia Piemontese - evoluția demografică

|  | Graficele sunt indisponibile din cauza unor probleme tehnice. Mai multe informații se găsesc la Phabricator și la wiki-ul MediaWiki. |

Date: Recensăminte sau birourile de statistică - grafică realizată de Wikipedia

## Localități înfrățite
- Italia, Torre Pellicce

## Occitania și Guardia Piemontese

Harta Occitaniei

1. ↑  Superficie di Comuni Province e Regioni italiane al 9 ottobre 2011 (în italiană), Istituto Nazionale di Statistica, accesat în 16 martie 2019